# The Romantic & Idol
《The Romantic & Idol》(官方中文名稱為《偶像求愛兵團》)（韓語：더 로맨틱&아이돌.）（第一季共8集，第二季共7集（第1集為第一季第8集後段））

## 節目介紹
tvN實境浪漫約會節目，每一期有四位男偶像和四位女偶像出演。

## 嘉賓列表
| 第一季 | 第一季 | 第一季    | 第一季 | 第一季           | 第一季         | 第一季 | 第一季 | 第一季 | 第一季 | 第一季    | 第一季 | 第一季   | 第一季        | 第一季 | 第一季 |
| ------ | ------ | --------- | ------ | ---------------- | -------------- | ------ | ------ | ------ | ------ | --------- | ------ | -------- | ------------- | ------ | ------ |
| 男嘉賓 | 男嘉賓 | 男嘉賓    | 男嘉賓 | 男嘉賓           | 男嘉賓         | 男嘉賓 | 男嘉賓 | 女嘉賓 | 女嘉賓 | 女嘉賓    | 女嘉賓 | 女嘉賓   | 女嘉賓        | 女嘉賓 | 女嘉賓 |
| 藝名   | 諺文   | 羅馬拼音  | 本名   | 所屬團體         | 出生日期       | 身高   | 血型   | 藝名   | 諺文   | 羅馬拼音  | 本名   | 所屬團體 | 出生日期      | 身高   | 血型   |
| Jun. K | 준케이 | Jun. K    | 金閔俊 | 2PM              | 1988年1月15日  | 180cm  | A型    | 丞芽   | 승아   | Seung-A   | 吳丞芽 | Rainbow  | 1988年9月13日 | 168cm  | A型    |
| Mir    | 미르   | Mir       | 房哲鏞 | MBLAQ            | 1991年3月10日  | 178cm  | A型    | Jei    | 재이   | Jei       | 金珍希 | FIESTAR  | 1989年9月5日  | 162cm  | O型    |
| 炯植   | 형식   | Hyung-Sik | 朴炯植 | ZE:A（帝國之子） | 1991年11月16日 | 184cm  | AB型   | 智賢   | 지현   | Ji-Hyun   | 南智賢 | 4minute  | 1990年1月9日  | 167cm  | A型    |
| JB     | 제이비 | JB        | 林在範 | GOT7             | 1994年1月6日   | 179cm  | A型    | 惠晶   | 혜정   | Hye-Jeong | 申惠晶 | AOA      | 1993年8月10日 | 170cm  | A型    |

| 第二季 | 第二季 | 第二季    | 第二季 | 第二季           | 第二季         | 第二季 | 第二季 | 第二季 | 第二季 | 第二季    | 第二季 | 第二季   | 第二季        | 第二季 | 第二季 |
| ------ | ------ | --------- | ------ | ---------------- | -------------- | ------ | ------ | ------ | ------ | --------- | ------ | -------- | ------------- | ------ | ------ |
| 男嘉賓 | 男嘉賓 | 男嘉賓    | 男嘉賓 | 男嘉賓           | 男嘉賓         | 男嘉賓 | 男嘉賓 | 女嘉賓 | 女嘉賓 | 女嘉賓    | 女嘉賓 | 女嘉賓   | 女嘉賓        | 女嘉賓 | 女嘉賓 |
| 藝名   | 諺文   | 羅馬拼音  | 本名   | 所屬團體         | 出生日期       | 身高   | 血型   | 藝名   | 諺文   | 羅馬拼音  | 本名   | 所屬團體 | 出生日期      | 身高   | 血型   |
| Kevin  | 케빈   | Kevin     | 金智燁 | ZE:A（帝國之子） | 1988年2月23日  | 180cm  | A型    | G.NA   | 지나   | G.NA      | 崔智娜 |          | 1987年9月13日 | 168cm  | O型    |
| 鍾訓   | 종훈   | Jong-Hoon | 崔鍾訓 | FTIsland         | 1990年3月7日   | 178cm  | A型    | 知元   | 지원   | Ji-Won    | 楊知元 | SPICA    | 1988年4月5日  | 166cm  | A型    |
| N      | 엔     | N         | 車學沇 | VIXX             | 1990年6月30日  | 180cm  | A型    | 藝元   | 예원   | Yewon     | 金藝元 | Jewelry  | 1989年12月5日 | 162cm  | O型    |
| 旼赫   | 민혁   | Min-Hyuk  | 李旼赫 | BTOB             | 1990年11月29日 | 173cm  | A型    | 恩永   | 은영   | Eun-Young | 朱恩永 | TWO X    | 1992年6月12日 | 170cm  | A型    |

最終選擇
第一季
男生部分
```
Jun. K
（
2PM
）→ 
申惠晶
（
AOA
）

JB
（
JJ Project
、
GOT7
）→ 
吳丞芽
（
Rainbow
）

Mir
（
MBLAQ
）→ 
Jei
（
FIESTAR
）

炯植
（
ZE:A
）→ 
南智賢
（
4minute
）
```

女生部分
```
申惠晶
（
AOA
）→ 
Jun. K
（
2PM
）

吳丞芽
（
Rainbow
）→ 
JB
（
JJ Project
、
GOT7
）

Jei
（
FIESTAR
）→  
Mir
（
MBLAQ
）

南智賢
（
4minute
）→ 
炯植
（
ZE:A
）
```

第二季
男生部分
```
崔鍾訓
（
FTIsland
）→
金藝元
（
Jewelry
）

李旼赫
（
BTOB
）→
金藝元
（
Jewelry
）

Kevin
（
ZE:A
）→
楊知元
（
SPICA
）

N
（
VIXX
）→
楊知元
（
SPICA
）
```

女生部分
```
G.NA
 →
崔鍾訓
（
FTIsland
）

金藝元
（
Jewelry
）→
李旼赫
（
BTOB
）

恩永
（
TWO X
）→ 
N
（
VIXX
）

楊知元
（
SPICA
）→
李旼赫
（
BTOB
）
```

配對結果
第一季
```
Jun. K
（
2PM
）& 
申惠晶
（
AOA
）

JB
（
JJ Project
、
GOT7
）& 
吳丞芽
（
Rainbow
）

Mir
（
MBLAQ
）& 
Jei
（
FIESTAR
）

炯植
（
ZE:A
）& 
南智賢
（
4minute
）
```

第二季
```
李旼赫
（
BTOB
）& 
金藝元
（
Jewelry
）
```

其餘皆無配對成功